# Камба
Камба (самоназвание — акамба/akamba (мн. ч.), мукамба/mukamba (ед.ч.)) — народ группы банту, третий по численности народ Кении. Живут в основном на юге в бассейне Ати (в основном в исторической области Укамбани: округа Мачакос, Мвинги, Макуэни и Китуи на юге Восточной провинции).
Численность 3,8 млн чел. (2008, оценка). 87 тыс. чел. проживают также в Танзании, 6 тыс. чел. — в Уганде.
Говорят на языке камба (кикамба) группы Е.20 языков банту. Письменность на основе латинской графики. Распространены также английский язык и суахили.
Около 60 % христиане (в основном протестанты), остальные придерживаются традиционных верований.
Камба — земледельцы и скотоводы. Часть камба уходит на заработки в города.
Практикуется женское обрезание (в возрасте 16 лет).